# Mantieni Peso
Il Mantieni peso (MP) è una tecnica applicata nell'allenamento con i pesi, in particolare nel body building e fitness.

## Definizione
La tecnica del Mantieni peso (MP) va a coinvolgere più serie di un esercizio. La sua applicazione consiste nello stabilire dapprima il numero di serie dell'esercizio, il numero di ripetizioni nella prima serie, e un tempo di recupero incompleto, cioè che non consenta di recuperare pienamente i fosfati muscolari in vista della serie successiva. Essenzialmente la tecnica MP impone di mantenere invariato il carico durante tutte le serie al cedimento muscolare. In questo modo il numero delle ripetizioni compiute dalla seconda serie in poi sarà sempre minore rispetto a quello della prima serie.
Nei programmi di allenamento con sovraccarichi adatti per sviluppare l'ipertrofia muscolare (bodybuilding), vengono indicati tempi di recupero brevi, solitamente della durata di 60-90 secondi, che possono essere considerati come incompleti. Questa definizione si basa sul fatto che questa tempistica impedisce che i substrati energetici principalmente impiegati sul breve termine nella prestazione - cioè i fosfati muscolari - vengano completamente riaccumulati all'interno del muscolo attivo. Infatti è stato dimostrato che, quando il tempo di recupero è di almeno 3 minuti, può essere mantenuta un'esecuzione di 10 RM (ripetizioni massime) per 3 serie, quindi la prestazione non subisce un decremento, almeno a breve termine. Tuttavia questi lunghi tempi di recupero vengono impiegati negli allenamenti con carichi ad alta intensità per sviluppare la forza massimale (>80-85% 1 RM). Quando invece viene impostato solo 1 minuto di recupero tra le serie, l'andamento delle ripetizioni massime cala progressivamente da 10, 8 e 7 RM in 3 serie consecutive. Uno o due minuti tra le serie sono i tempi di recupero più indicati per i protocolli di allenamento adatti allo sviluppo dell'ipertrofia muscolare o l'endurance muscolare, e vengono applicati nel caso di carichi a media o bassa intensità (<75% 1RM).
La tecnica MP può essere applicata teoricamente con carichi di qualsiasi intensità, quindi anche nei protocolli ad alta intensità (80/85-95% 1RM) indicati per lo sviluppo della forza massima. Tuttavia questi protocolli prevedono tempi di recupero abbastanza lunghi (3 minuti) da poter consentire che la prestazione non si riduca rilevantemente con l'andamento delle serie, differenziandosi dalla tecnica MP concepita in un contesto ipertrofia. Per Mantieni peso infatti viene più correttamente intesa una modalità tipica dei protocolli ipertrofia con carichi a media o bassa intensità (60-75/80% 1RM), in cui vengono impostati bassi tempi di recupero (60-90 secondi), che impongono di conseguenza una riduzione delle ripetizioni dalla seconda serie in poi. Alcuni autori sostengono che i recuperi incompleti siano parte integrante della tecnica MP, la quale di conseguenza, prevederebbe per definizione un decremento delle ripetizioni con la progressione delle serie. Considerando che i recuperi incompleti sono caratteristici dei protocolli di allenamento di ipertrofia (ma anche di endurance muscolare), ciò significherebbe che tale tecnica sarebbe applicabile soprattutto negli allenamenti adatti a tale scopo, e meno adatti per i programmi ad alta intensità legati allo sviluppo della forza massimale. I recuperi brevi - di circa 1 minuto - infatti consentono di produrre una risposta ormonale più favorevole all'ipertrofia muscolare.
Il tempo di recupero tra le serie però dipenderebbe anche dal grado di esperienza dell'atleta e dalla sua capacità di raggiungere il cedimento muscolare ad ogni serie. La durata dei tempi di recupero quindi potrebbe differire tra un soggetto principiante ed uno esperto, nonostante le linee guida indichino di mantenersi all'interno di un range di secondi più o meno definito in relazione alla specifica intensità del carico utilizzato, così come allo specifico stimolo muscolare. Grainer e Paoli (2012) sostengono che la tecnica MP possa essere più adatta per l'atleta esperto, ma potrebbe essere consigliata anche ad un principiante in quanto la sua applicazione presuppone la capacità di dare il massimo ad ogni serie raggiungendo il cedimento muscolare. Un esempio di applicazione del MP potrebbe essere un esercizio da 4 serie scegliendo un carico che permetta 12 RM (Ripetizioni massime), correlato ad un'intensità relativa a circa il 67% di 1RM. Se viene imposto un tempo di recupero incompleto (60-90 secondi), la seconda serie permetterà indicativamente 10 ripetizioni, la terza ne permetterà 8, e la quarta 6. Si tratta quindi di un metodo la cui applicazione spesso viene già sottintesa all'interno di un gruppo di serie di un esercizio, anche se non esplicitamente segnalata. Questo in quanto se viene dapprima stabilito un definito numero di ripetizioni, soprattutto in combinazione con una specifica intensità relativa (% 1 RM), viene implicitamente considerato il fatto che il carico non venga ridotto con l'andamento delle serie, a meno che non sia diversamente segnalato.

### MP e Piramidale
Per la sua impostazione che impone una progressiva riduzione delle ripetizioni, il Mantieni peso ricorda il classico Sistema piramidale, ma in chiave riadattata e corretta, nonché più adatta per gli atleti esperti. Quest'ultimo metodo è stato infatti ampiamente criticato (soprattutto la variante decrescente in cui i carichi vengono aumentati) per il fatto che la riduzione delle ripetizioni, e quindi della prestazione, avviene spontaneamente anche senza l'incremento del carico col progredire delle serie. Pertanto un sovraccarico aggiunto progressivamente non farebbe altro che imporre un'ulteriore decremento delle ripetizioni rispetto a quelle che sarebbero state previste. Nonostante entrambe le tecniche prevedano che in ogni serie venga portato a termine un numero di ripetizioni differente, in realtà c'è una differenza importante ed essenziale che distingue il metodo Mantieni peso dal Sistema piramidale in tutte le sue varianti. Nel MP il peso rimane sempre stabile con l'andamento delle serie, mentre quello Piramidale, viene organizzato in maniera completamente opposta, perché prevede che il peso subisca sempre una variazione, in aumento o in decremento, con la progressione delle serie.

### Super MP
Recentemente, alcuni autori hanno segnalato una variante della tecnica Mantieni peso ma più intensa, denominata Super MP. Essa viene organizzata come la MP, cioè scegliendo un determinato numero di serie, e di ripetizioni da eseguire nella prima di queste (e quindi la % 1RM correlata). Anche in questo caso viene imposto il mantenimento dello stesso carico durante le serie e tempi di recupero incompleti. Dalla seconda serie in poi si andrà incontro ad una riduzione delle ripetizioni e quindi della soglia del cedimento. A questo punto l'atleta ripone l'attrezzo lasciando trascorrere un breve recupero di 20-40 secondi, per poi eseguire ancora il massimo numero di ripetizioni possibili. Tale operazione dovrà essere ripetuta fino a raggiungere il numero di ripetizioni imposte nella prima serie. Per chiaro che nelle ultime serie sarà necessario riporre il carico più volte. Tale variante trae evidentemente spunto dal Rest pause, tecnica che prevede di riposare alcuni secondi a seguito del cedimento muscolare, per riuscire a completare ulteriori ripetizioni fino all'esaurimento. In definitiva il Super MP introduce il Rest pause dalla seconda serie in poi, per poter raggiungere il numero di ripetizioni che erano state portate a termine nella prima serie, e che altrimenti non sarebbero state compiute.

## Altre tecniche di allenamento di resistenza
- Mantieni Ripetizioni (MR)
- Super set
- Tri set
- Set gigante
- Stretch contrastato
- Stripping
- Rest pause
- Ripetizioni eccentriche
- Ripetizioni forzate
- Ripetizioni negative
- Cheating
- Doppio impatto
- Super slow
- Peak contraction
- Burns
- Serie del 21
- Lock-out
- Sistema piramidale
- Cedimento muscolare